# À cœur perdu (X-Files)
Pour les articles homonymes, voir À cœur perdu.
À cœur perdu (Milagro) est le 18e épisode de la saison 6 de la série télévisée X-Files. Dans cet épisode, Mulder et Scully enquêtent sur des meurtres dont les victimes ont le cœur arraché, et Scully fait la connaissance d'un mystérieux romancier.
Écrit par Chris Carter d'après une histoire originale de John Shiban et Frank Spotnitz sur le pouvoir de l'imagination, l'épisode a été réalisé avec un budget modeste et se concentre sur l'étude des personnages. Plutôt bien accueilli par la critique, il a été analysé pour son symbolisme, son examen des motivations des personnages et son inversion des rôles entre Mulder et Scully.

## Résumé
Mulder et Scully discutent dans l'appartement du premier d'une affaire en cours concernant deux meurtres. Dans les deux cas, le cœur de la victime a été arraché sans qu'aucune trace d'incision n'ait été relevée. Mulder pense que le tueur agit en utilisant la chirurgie psychique. Son nouveau voisin, un écrivain nommé Philip Padgett que Scully a croisé dans l'ascenseur, écoute à leur insu leur conversation. Un troisième meurtre a lieu la nuit suivante tandis que Padgett retranscrit les événements sur sa machine à écrire.
Le lendemain, Scully trouve un pendentif dans le bureau des deux agents, Padgett décrivant au même instant les pensées de Scully tandis qu'elle examine l'objet. Plus tard, Scully rencontre Padgett dans une église. Le romancier lui avoue que c'est lui qui a envoyé le pendentif et qu'il est tombé amoureux d'elle. Mulder enquête sur Padgett, ce dernier en étant tout à fait conscient, alors que Scully est visiblement troublée par les révélations que Padgett lui a faites. Elle se rend chez l'écrivain, et ils ont tous deux une conversation qui remue Scully encore plus. Mulder surgit alors chez Padgett et l'arrête pour les meurtres en se fondant sur les descriptions détaillées de ceux-ci dans le manuscrit du romancier.
Pendant que Padgett est en détention, un nouveau meurtre a lieu. L'écrivain est alors relâché, même si Mulder reste convaincu que Padgett agit avec l'aide d'un complice. De retour chez lui, Padgett rencontre Ken Naciamento, le meurtrier de son roman qui pratique la chirurgie psychique. Ils discutent du mobile des meurtres et de la façon dont le roman doit se conclure. Quand il se rend compte que son livre ne peut se terminer qu'avec la mort de Scully, Padgett part détruire son manuscrit dans l'incinérateur de l'immeuble. Mulder le suit alors que, dans le même temps, Naciamento agresse Scully. Entendant des coups de feu, Mulder remonte chez lui, et trouve Scully seule, couverte de sang mais vivante. Padgett gît quant à lui sur le sol, le cœur arraché et son manuscrit brûlant dans l'incinérateur.

## Distribution
- David Duchovny : Fox Mulder
- Gillian Anderson : Dana Scully
- John Hawkes : Philip Padgett
- Nestor Serrano : Ken Naciamento
- Michael Bailey Smith : le gardien de prison
- Angelo Vacco : Kevin
- Jillian Bach : Maggie

## Production

### Préproduction
L'idée de l'épisode survient pendant une conversation entre John Shiban et Frank Spotnitz à propos du stress inhérent à leur travail, Shiban expliquant que le « thème de quelqu'un pensant tellement fort à quelque chose que cela devient réel est familier à quiconque a déjà écrit un scénario ». Shiban et Spotnitz envoient un premier jet du script à Chris Carter, qui est alors en train de tourner l'épisode pilote de Harsh Realm, sa nouvelle série. Carter réécrit certaines parties du scénario et notamment le dénouement afin de montrer que l'écrivain a vraiment de l'amour en son cœur. Le titre original de l'épisode, Milagro, signifie « miracle » en espagnol.
Spotnitz estime que l'épisode traite du « pouvoir de l'écriture et de la fiction » ainsi que de « l'amour qu'ont les écrivains pour leurs personnages ». Le rôle de Philip Padgett est écrit spécifiquement pour John Hawkes, qui a auditionné quelques semaines auparavant pour le rôle de Pinker Rawls dans l'épisode Trevor. Carter et Spotnitz estiment alors qu'il n'a pas le profil pour ce rôle mais qu'il possède « une dignité et une simplicité » qui empêcherait le personnage de Padgett de devenir une caricature.

### Tournage
La nature de l'épisode, qui est principalement une étude intime et approfondie des personnages, conduit naturellement la production à lui assigner un budget modeste. Kim Manners, qui déclare que l'épisode est une « étude de personnages très intéressante », cherche à filmer de manière très simple. Il utilise beaucoup de coupes rapides entre les plans et de plans grues.
Plusieurs problèmes en relation avec les lieux choisis pour le tournage surviennent, notamment quand deux églises qui avaient été sélectionnées reviennent sur leur autorisation d'utiliser les lieux juste avant le tournage, un autre site devant être trouvé dans l'urgence. Les scènes dans les bois sont filmées à Griffith Park, « où se trouvent probablement les seuls pins de Los Angeles », du feuillage supplémentaire étant ajouté par l'équipe de tournage. Les scènes dans le sous-sol avec l'incinérateur sont filmées sur un plateau originellement conçu pour l'épisode Le Commencement, premier épisode de la saison ; alors que le plateau de la prison avait déjà été construit dans un grand entrepôt par une autre compagnie de production et est loué par la série pour 5 000 dollars.
Les scènes dans le cimetière sont tournées à Altadena, la brume y étant recréée par l'utilisation de petits brumisateurs enterrés. La pierre tombale portant les noms de Nicholas et Diana Salinger est une référence aux parents décédés des personnages principaux de la série La Vie à cinq, également diffusée sur Fox, alors que Frank Spotnitz croyait à tort que c'était une référence à J. D. Salinger.

### Postproduction
Un cœur en caoutchouc est utilisé pour la scène où Padgett arrache son propre cœur, le faux sang coulant à travers sa chemise servant à masquer le trucage. L'image du cœur battant dans l'incinérateur est créée en superposant un plan du faux cœur sur un plan du feu, car la chaleur de celui-ci aurait très vite fait fondre l'accessoire s'il avait vraiment été jeté dedans. Le battement des cœurs des victimes est créé par une pompe fonctionnant hors champ. Selon Manners, le médaillon que Padgett offre à Scully s'est révélé beaucoup plus difficile à fabriquer que prévu, et c'est d'ailleurs un accessoire différent lors de sa deuxième apparition dans l'épisode.
Pour composer la musique, Mark Snow utilise le son de battements de cœurs humains enregistrés afin de coller au concept de l'épisode.

## Accueil

### Audiences
Lors de sa première diffusion aux États-Unis, l'épisode réalise un score de 9 sur l'échelle de Nielsen, avec 14 % de parts de marché, et est regardé par 15,2 millions de téléspectateurs. La promotion télévisée de l'épisode est réalisée avec le slogan « Someone's trying to steal Scully's heart... literally » (en français « Quelqu'un essaie de voler le cœur de Scully... littéralement »).
Après sa diffusion, l'épisode est particulièrement disséqué par les fans de la série, le fait que Scully ait été presque séduite suscitant des « discussions animées sur Internet ». En 2008, cet épisode est sélectionné pour faire partie des huit épisodes composant le DVD The X-Files: Revelations, commercialisé à l'occasion de la sortie au cinéma du film X-Files : Régénération, Frank Spotnitz estimant que c'est un épisode « sous-estimé ».

### Accueil critique
L'épisode a été plutôt bien accueilli par la critique. Dans leur livre sur la série, Robert Shearman et Lars Pearson lui donnent la note de 5/5, évoquant « l'un des plus remarquables épisodes de la série » et saluant l'interprétation de Gillian Anderson et celle de John Hawkes, « à la fois sinistre et sympathique ». Dans son livre Examination: An Unauthorized Look at Seasons 6–9 of the X-Files, Tom Kessenich le qualifie d'« exceptionnel », notamment par la « force de ses révélations ». Sarah Stegall, du site Munchkyn Zone, salue cette « expérience audacieuse » de « narration avant-gardiste », ainsi que l’interprétation « brillante » de Gillian Anderson et la qualité visuelle « irréelle et lyrique » des scènes dans l'appartement de Padgett.
En France, le site Le Monde des Avengers salue la mise en scène de Kim Manners, la magie qui « baigne la majeure partie de l'épisode dans une atmosphère onirique particulièrement fascinante » et le scénario qui « interroge avec subtilité et pertinence sur le mystère de la création artistique ou littéraire et sur les rapports complexes entre l'écrivain et ses personnages », le seul bémol étant que l'épisode « paie mécaniquement le prix de la superbe exposition des sentiments de Padgett et Scully, par un sacrifice inévitable du développement de l'intrigue, tout simplement par manque d'espace ». Le site Daily Mars le qualifie de brillante étude « de caractère aussi fascinante qu'inquiétante » qui s'accompagne d'une « plongée dans les coulisses » de la série par son évocation de « l'acte de création et du pouvoir de la fiction ».
Pour Zack Handlen, du site The A.V. Club, qui lui donne la note de B-, l'épisode est « parfois hypnotique, captivant par intermittence et occasionnellement très déplaisant », son étrangeté et l'interprétation formidable de John Hawkes rachetant en partie son ton « prétentieux » et le fait qu'il réduise Scully à un rôle de victime. Paula Vitaris, de Cinefantastique, lui donne la note de 1,5/4, estimant que, malgré le potentiel du thème de la relation entre un écrivain et ses personnages, l'épisode trahit le personnage de Scully en la faisant agir de façon contraire à sa personnalité. Dans son livre, Elyce Rae Helford accuse l'épisode de « renforcer le stéréotype de la femme indépendante décrite comme solitaire, névrosée et secrètement désireuse d'attirer l'attention des hommes ».
Le personnage de Ken Naciamento est régulièrement cité parmi les « monstres de la semaine » les plus marquants de la série. Katie King, du webzine Paste, le classe à la 14e place des meilleurs monstres de la série. Pour le magazine TV Guide, il compte parmi les monstres les plus effrayants de la série.

## Analyse
Dans un essai sur la série, Margaret Kaner suggère que l'épisode, au lieu de simplement utiliser le symbolisme, « fait du symbolisme son sujet ». Le symbole du cœur humain brûlant à la façon du Sacré-Cœur est insufflé dans l'épisode de diverses manières, aussi bien avec les véritables cœurs des victimes qu'avec le médaillon et le tableau dans l'église.
Le concept de ce qui nous pousse à agir est également exploré,. Lors de l'interrogatoire de Padgett, Mulder lui demande le mobile des meurtres, une question à laquelle Padgett n'a pas de réponse. Margaret Kaner affirme que Padgett est la représentation d'une autre version de Mulder, et qu'il y a un parallèle direct entre le profilage criminel, qui implique de raisonner comme le meurtrier, et le travail d'écrivain, qui doit penser à la place de ses personnages. Cependant, à la fin de l'épisode, Padgett sacrifie sa propre quête personnelle – son manuscrit – pour s'en libérer, un contraste important avec Mulder qui n'abandonne jamais vraiment sa quête obsessionnelle. Pour Michelle Bush, l'épisode met également en lumière les motivations de Scully, qui est désireuse de gagner l'attention de Mulder, quelque chose qu'elle a le sentiment de ne pas avoir. Padgett comprend que Scully est déjà amoureuse de Mulder, son sacrifice étant son propre gage d'amour pour elle.
L'épisode renverse par ailleurs temporairement les rôles habituels de Mulder et Scully. Quand ils discutent de l'absence de preuve sur les scènes de crime, Scully avance qu'un crime parfait ne peut être commis que par un homme parfait et qu'il faut trouver le mobile pour trouver le meurtrier, une logique que Margaret Kaner pense être plus conforme à celle que Mulder a suivi tout au long de la série. De plus, quand Mulder arrête Padgett après avoir découvert son manuscrit, il le fait sans avoir aucune hésitation. En se fiant à sa logique empirique, il agit d'une façon similaire au mode de pensée de Scully.